# Белорусов, Олег Сергеевич
Олег Сергеевич Белорусов (4 августа 1938, Запорожье — 26 января 2000, Москва) — советский и российский хирург-трансплантолог. Ученик Б. В. Петровского; доктор медицинских наук, профессор; член Ассоциации хирургов им. Н. И. Пирогова, член правления Межрегионального научного общества трансплантологов (с 1998), член Нью-Йоркской академии наук (с 1995).

## Биография

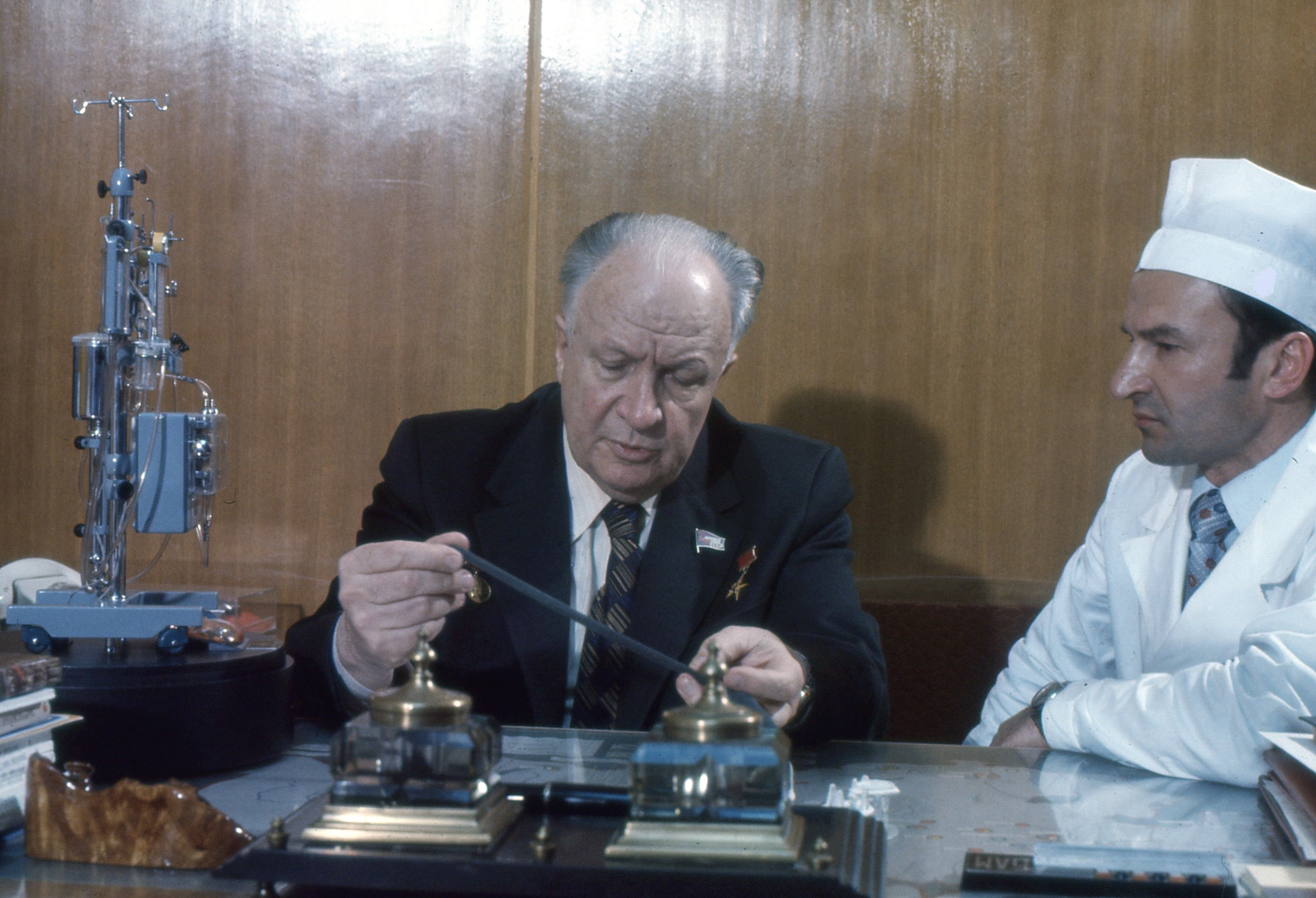
С учителем академиком Б. В. Петровским.

В 1962 году с отличием окончил Новосибирский медицинский институт.
В 1962—1963 годы работал хирургом, заведующим хирургическим отделением Черепановской районной больницы (Новосибирская область).
В 1967 году окончил аспирантуру Института клинической и экспериментальной хирургии Министерства здравоохранения СССР, после чего работал ассистентом Госпитальной хирургической клиники 1-го Московского медицинского института им. И. М. Сеченова, старшим научным сотрудником НИИ клинической и экспериментальной хирургии.
В 1977—2000 годы возглавлял отделение пересадки почки Всесоюзного / Российского научного центра хирургии АМН СССР / РАМН;
В 1982—1990 годы — заместитель директора Всесоюзного / Российского научного центра хирургии АМН СССР / РАМН по научной работе.

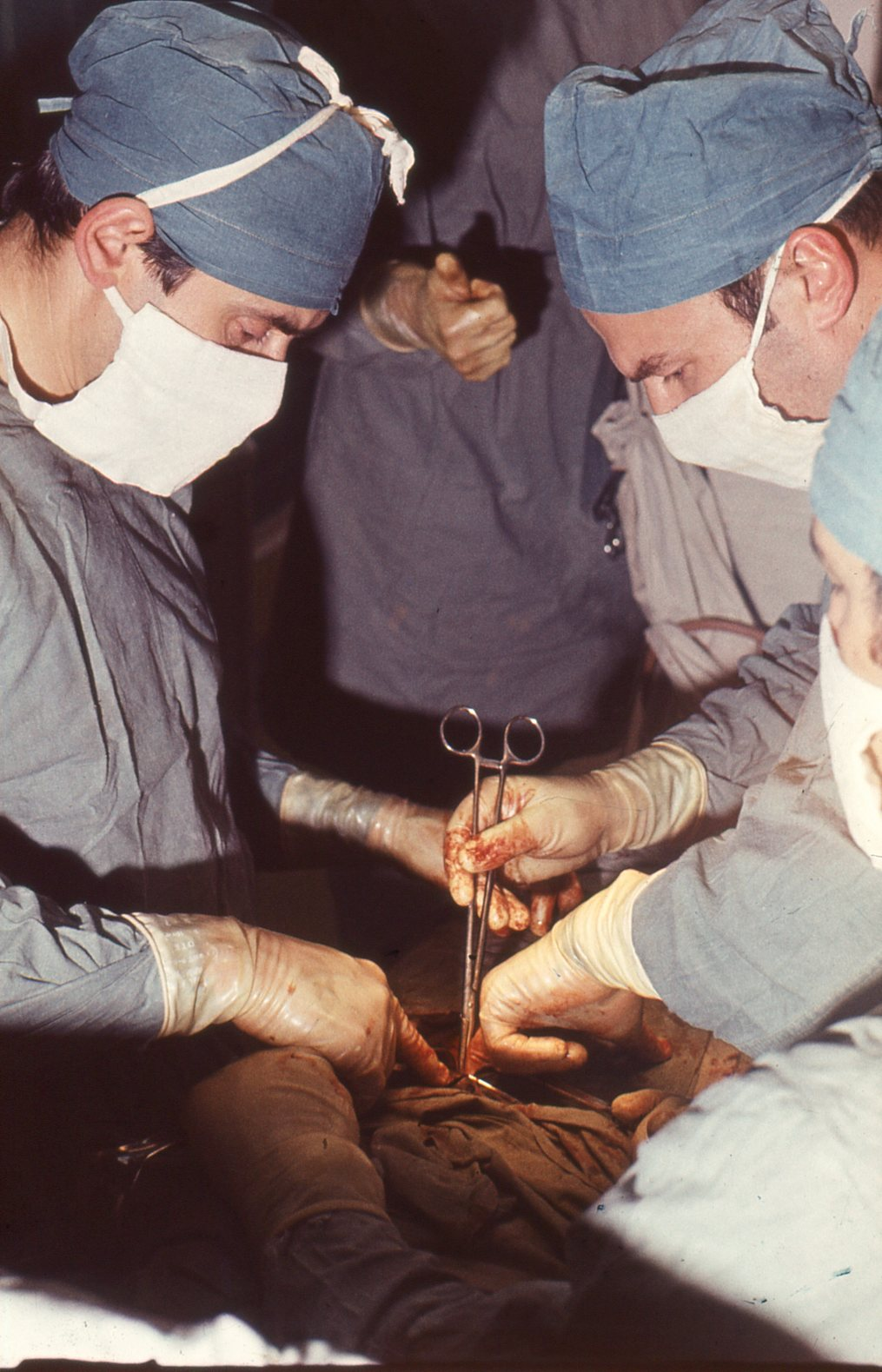
на операции

### Семья
Отец — Сергей Никандрович Белорусов (1906—1997), начальник главка (министерства) чёрной металлургии СССР.
Мать — Елизавета Кузьминична Анциферова (1908—1996).
Жена — Нина Тимофеевна Воробьёва (р. 1944), кандидат медицинских наук, ведущий научный сотрудник РНЦХ РАН.
Сын — Сергей Олегович Белорусов (р. 1974).

## Научная деятельность
В 1967 году защитил кандидатскую, в 1978 — докторскую диссертацию. Профессор (1983).
Основные направления исследований:
- реконструктивная хирургия окклюзий брюшной аорты и подвздошных артерий[1];
- хирургия почечных артерий[1];

Достижения:
- изучена интраоперационная гемодинамика трансплантированной почки;
- впервые в СССР внедрил в хирургическую практику методы баллонной эмболэктомии при артериальных тромбэмболиях; лечение васкулогенной импотенции (1966)[3];
- выполнил первую в стране реконструктивную операцию при стенозе артерии пересаженной почки (1979)[1].
- разработан и внедрён в клиническую практику (совместно с профессором Г. А. Асояном) оригинальный метод трансорганной консервации почек кислородом (1984)[3].

Подготовил 6 докторов и 19 кандидатов наук. Автор 279 научных работ, в том числе 6 монографий, 6 изобретений и 3 книг.

### Избранные труды
- Белорусов О. С. Острые тромбозы и эмболии терминального отдела аорты и магистральных артерий конечностей : (Клиника, диагностика, выбор метода лечения) : № 777 — Хирургия : Автореф. дис. … канд. мед. наук / Науч.-исслед. ин-т клинич. и эксперим. хирургии. — М., 1967. — 17 с.
- Белорусов О. С. Реконструктивная хирургия при окклюзиях брюшной аорты и подвздошных артерий : Автореф. дис. … д-ра мед. наук : (14.00.27). — М., 1978. — 36 с.
- Белорусов О. С., Рабкин И. Х., Восканян В. С. Диагностика и коррекция стеноза артерии аллогенной почки : Тр. Науч. центра хирургии Рос. акад. мед. наук. — М. : НЦХ, 1994. — 69+2 с. — 1500 экз.
- Князев М. Д., Белорусов О. С. Острые тромбозы и эмболии бифуркации аорты и артерий конечностей. — Минск : Беларусь, 1977. — 159 с. — 5000 экз.
- Князев М. Д., Белорусов О. С., Савченко А. Н. Хирургия аорто-подвздошных окклюзий. — Минск : Беларусь, 1980. — 255 с. — 4800 экз.
- Князев М. Д., Мирза-Авакян Г. Л., Белорусов О. С. Острые тромбозы и эмболии магистральных артерий конечностей : Некоторые аспекты клиники, диагностики и лечения. — Ереван : Айастан, 1978. — 148 с. — 3000 экз.
- Петровский Б. В., Белорусов О. С., Горяйнов В. А. Опыт 800 операций трансплантации почки // Вестн. АМН СССР. — 1987. — № 5. — С. 9-19.